# Lymantria doreyensis
Lymantria doreyensis är en fjärilsart som beskrevs av Collenette 1933. Lymantria doreyensis ingår i släktet Lymantria och familjen tofsspinnare. Inga underarter finns listade i Catalogue of Life.